# Ortezzano
Ortezzano – miejscowość i gmina we Włoszech, w regionie Marche, w prowincji Fermo.
Według danych na styczeń 2009 gminę zamieszkiwało 821 osób przy gęstości zaludnienia 117,5 os./1 km².